# Tempeh
Il tempeh è un alimento fermentato ricavato dai semi di soia gialla, molto popolare in Indonesia e in altre nazioni del sud-est asiatico. È noto anche come "carne di soia".

## Aspetto, gusto e applicazioni in cucina

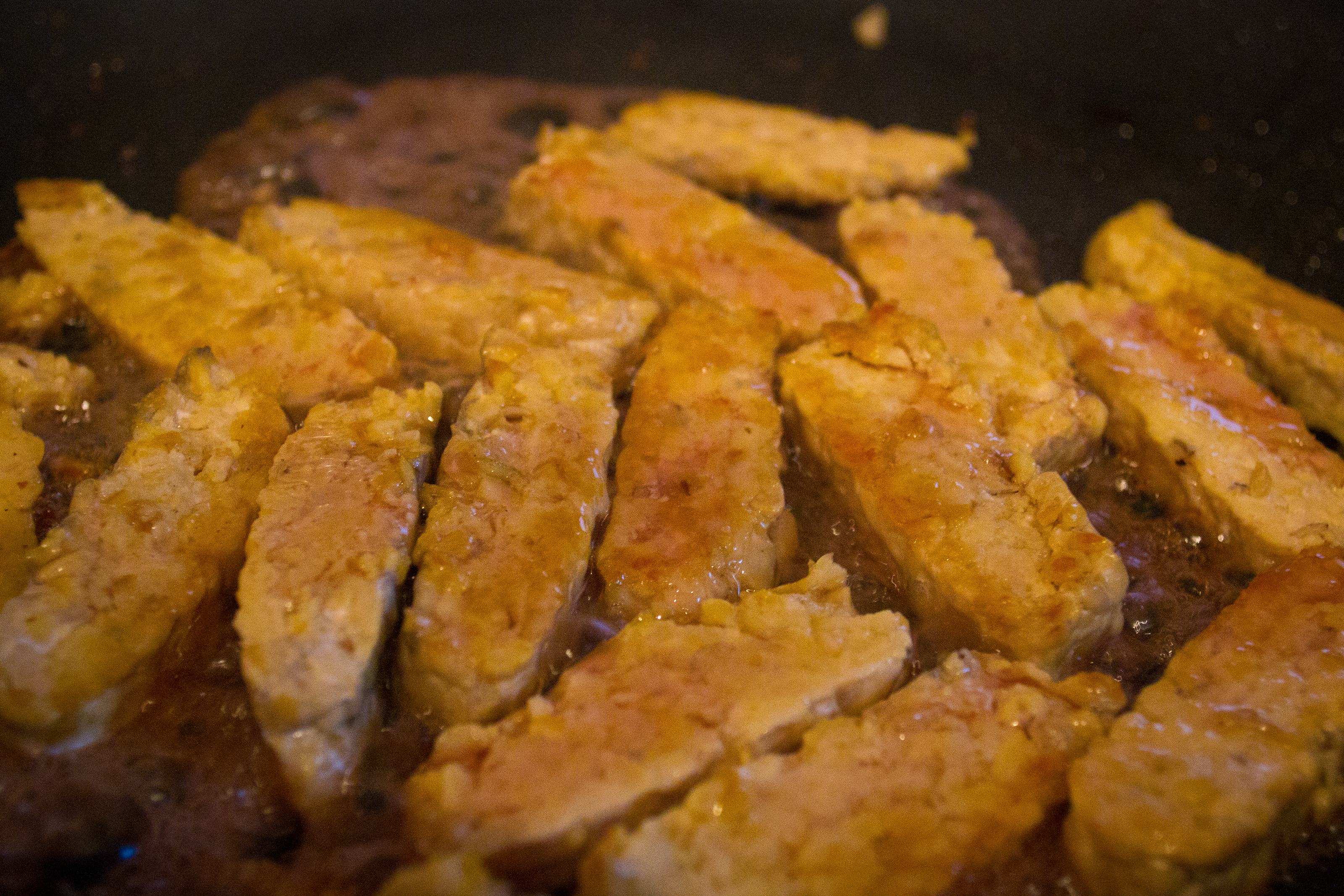
Tempeh cucinato in padella

Il tempeh differisce dal tofu nelle caratteristiche nutrizionali, nella qualità alimentare e nel processo di lavorazione. Il tempeh è un prodotto cotto e fermentato, mentre il tofu è un precipitato del succo della soia (a volte in Occidente si fa l'errore di associarli per il fatto che sono entrambi prodotti fatti con semi di soia gialla). Il processo di fermentazione conserva tutte le qualità nutrizionali dei semi di soia, un alto contenuto di fibre alimentari e vitamine, una composizione solida e un sapore robusto e vigoroso. La fermentazione rende il seme molto digeribile e ricco di sapore.
Il tempeh viene spesso preparato tagliato a fette, cucinato con salse piccanti, al vapore o fritto. Lo si può consumare da solo, o con del chili, stufato o nelle minestre.
Viene inoltre usato per accompagnare pasta o riso, come ingrediente di sughi o per farcire panini.
Ha un sapore complesso ed intenso: una combinazione di noci, e funghi, ma alcune ricette esaltano alcune somiglianze con la carne. Il tempeh si congela facilmente ed è disponibile in molti Paesi occidentali, soprattutto nei supermercati etnici e nei negozi dietetici.
Con la soia è inoltre possibile produrre altri tipi di alimenti fermentati: miso, douchi e nattō.

## Fermentazione
La preparazione del tempeh prevede che si ammorbidiscano, riducano in poltiglia e cuociano parzialmente i semi di soia. Successivamente viene aggiunto un composto acidificante (di solito aceto) e un fungo fermentante, lo Rhizopus oligosporus. Il preparato viene poi disteso e messo a fermentare per circa 24 ore a una temperatura di circa 30 °C. In un tempeh ben riuscito i semi sono saldati fra di loro in inviluppo di miceli bianchi. Durante il processo di fermentazione, a basse temperature o in situazione di forte ventilazione, possono formarsi sulla superficie delle macchie nere o grigie di spore, che non alterano il sapore e la qualità del prodotto. Come effetto di un processo di fermentazione troppo lungo è possibile percepire un leggero odore di ammoniaca, odore che non deve risultare eccessivo.

## Proprietà nutrizionali
Le proteine della soia divengono più digeribili se sottoposte ad un processo di fermentazione.

In particolare, gli oligosaccaridi associati alla formazione di gas intestinali e alle indigestioni vengono drasticamente ridotti grazie al contributo delle colture di Rhizopus.
Nei tempeh tradizionali, che si acquistano nei negozi, lo starter, coltura batterica che attiva il processo di fermentazione, contiene altri batteri (non patogeni), che producono vitamine, per esempio la B12. Tuttavia, in Europa come negli Stati Uniti, il tempeh non può essere considerato una fonte affidabile di Vitamina B12 . Studi condotti negli Stati Uniti e nei Paesi Bassi dimostrano che il contenuto di cobalamina è pressoché nullo. I valori riscontrati da Areekul et al. (1990, Indonesia/Thailand), sono dovuti alla contaminazione da parte di un batterio, la Klebsiella pneumoniae, che non è necessario alla produzione del tempè. Il tempeh è una buona fonte di fibre, proteine ed acidi grassi polinsaturi. 

## Variazioni
Vi sono altri tipi di tempeh, prodotto con altri tipi di semi di soia, anche miscelati con il grano. In Indonesia il tempeh stagionato (due o più giorni) viene considerato una prelibatezza. In Occidente si sono diffuse varianti prodotte con altri tipi di legumi, come i fagioli, o i ceci. Il fatto di essere prodotti con altri legumi, ne cambia notevolmente i valori nutrizionali e anche il sapore.
Il tempeh bongkrek è una varietà di tempeh proveniente dal centro dell'isola di Giava, e precisamente dalla provincia di Banyumas, preparato insieme alla noce di cocco. Questo tipo di tempeh occasionalmente viene contaminato dal batterio Burkholderia cocovenans, un organismo indesiderato che produce tossine: l'acido bongkrek e la toxoflavina. In particolare l'acido bongkrek possiede un'attività antibiotica che causa la distruzione dei funghi Rhizopus; la vendita di questo tipo di tempeh è proibita, anche se prosperano produzioni clandestine, per via del suo elevato valore culinario. Il problema della contaminazione comunque non tocca il tempeh tradizionale e il tempeh al grano.

## Valori nutrizionali
100 g di tempeh apportano:
- energia 740 kJ (176 kcal)
- grassi 5%
- carboidrati 11%
- proteine 19%
- fibre 3%
- sale 0,03%